# Pieter Haschaert
Pieter Haschaert  (Armentières, 1520 - ?), ook: Haschart, was een Zuid-Nederlands geneesheer en astroloog.

## Levensloop
Vanaf 1539 doorliep Haschaert Noord-Europa om zich te bekwamen, door zich onder te dompelen in de geschriften die hij vond in bibliotheken en kloosters. Tegen die tijd had hij al geneeskunde geleerd en beoefende die ook, naar hij zegde volgens de voorschriften van Paracelsus, die hij beter vond dan de voorschriften van de oude artsen.
Vanaf 1544 was hij weer in Vlaanderen en werd er schoolmeester in Rijsel. Na korte tijd verliet hij deze stad en vestigde hij zich, als arts, achtereenvolgens in Leuven, Brussel en Luik. Hij schreef zelf dat hij nog op veel andere plaatsen de geneeskunde ging beoefenen: in de Balkanlanden, in Rusland, in Frankrijk en in de Nederlanden.
Net zoals Hippocrates, viel Haschaert vaak uit tegen de charlatans en de onwetende artsen die hij met grove beledigingen overviel. Onder die volgens hem minderwaardige artsen, schaarde hij ook de tegenstanders van de astrologie. Hijzelf beoefende zijn leven lang astrologie en was overtuigd dat dit onafscheidelijk was van de geneeskundige praktijk. Hij schreef zelfs een werkje waarin hij de magistraat van Brugge feliciteerde omdat deze bij ordonnantie aan de chirurgijnen en barbiers had bevolen om slechts hun beroep uit te oefenen op de dagen die door de astrologie als gunstig waren aangeduid. 
De werken die Haemus aan de astrologie wijdde werden gekenmerkt door geloof in superstities en door naïviteit, helemaal in de geest van de tijd.

## Publicaties
- La manière d'escripre par abréviations : avec un petit traicté de l'orthographe françoise, fait et composé par Pierre Haschart, escrivain et maistre d'escole en la ville de Lille, Gent, Josse Lambrecht, 1544.

### Geneeskundige werken
- Morbi gallici compendiosa curatio, Leuven, J. Waen & R.Velpius, 1554.
- Van de Wonden in thooft, Antwerpen, G. Silvius, 1565, vertaling van werk van Hippocrates.
- La grande, vraye et parfaicte chirurgie, Antwerpen, G. Silvius, 1567,  werk van Paracelsus in vertaling
- De la peste et de ses causes et accidents, Antwerpen, Chr. Plantin, 1570, werk van Paracelsus in vertaling.
- Clypeus ailrologicus adversus flageïlum Francisci Rapardi, Brugensis medici, Leuven, A.-M. Bergagne, 1552.

### Astrologische werken
- Prognostication pour lan de nostre Seigneur MCCCCCIII, Leuven, A.-M.
- De I'horrible comète, qui était apparu en ces regions, environ le premier jour de mars l'an 1656. Auquel est adiousté un petit traité contre la peste, Leuven, J.Waen & R.Velpius, 1556.
- Prédictions astrologiques pour l'an 1561, Antwerpen, J. Verwithaghen.
- Prognosticatie universael ende eewich door de welcke een yeghelijk mach lictélijk kennen die verandering des weders ende eertsche dinghen, Antwerpen, J. Verwithaghen.
- Almanacli oft iornael voor 't jaer der werelt 1536 ende van onsen Heere M. D. ZXXFI scrickeljaer, Antwerpen, Chr. Plantin, 1576.
- Almanach, pour l'an de nostre Rédemption M. D. LXXXIII. Selon la nouvelle calculatiou, Antwerpen, Chr. Plantin, 1583.
- Chroniques de Flandres abrégées... compilées et extraictes au plus près de la vérité, hors de divers autheurs, allant jusqu'au règne de Charles V, handschrift bewaard in de Koninklijke Bibliotheek Brussel.